# Секс на завтрак
«Секс на завтрак» (англ. Sex and Breakfast) — американский фильм 2007 года, снятый Майлзом Брэндмэном. В главных ролях — Маколей Калкин, Куно Бекер, Элиза Душку и Алексис Дзена.

## Сюжет
Две молодые пары, незнакомые друг с другом, через какое-то время после начала интимных отношений понимают, что во время секса уже не испытывают тех ощущений и ярких эмоций, что были раньше. Они мечтают вернуть утраченные чувства и встречаются на семинаре, который ведет врач-сексолог. Пытаясь помочь молодым людям, врач предлагает им необычный эксперимент — групповой секс.
Молодые люди, поколебавшись, все-таки решаются последовать этому странному совету. В итоге они приходят к тому, что отношения, основанные на сексе, могут быть только временными, и рекомендация врача не привела ни к чему хорошему.

## В ролях
| Актёр             | Роль            |
| ----------------- | --------------- |
| Маколей Калкин    | Джеймс          |
| Куно Бекер        | Эллис           |
| Элайза Душку      | Рени            |
| Алексис Дзена     | Хизер           |
| Джоанна Майлс     | доктор Вэлбридж |
| Эрик Лайвли       | Чарли           |
| Джейми Рэй Ньюман | Бетти           |
| Трейси Томс       | Тенан           |
| Анита Гнан        | Микки           |
| Роберт Кэррадайн  | Злой Водитель   |
| Винсент Джероса   | Брайан          |
| Маргарет Траволта | Гейл            |